# Red Nacional (Malasia)

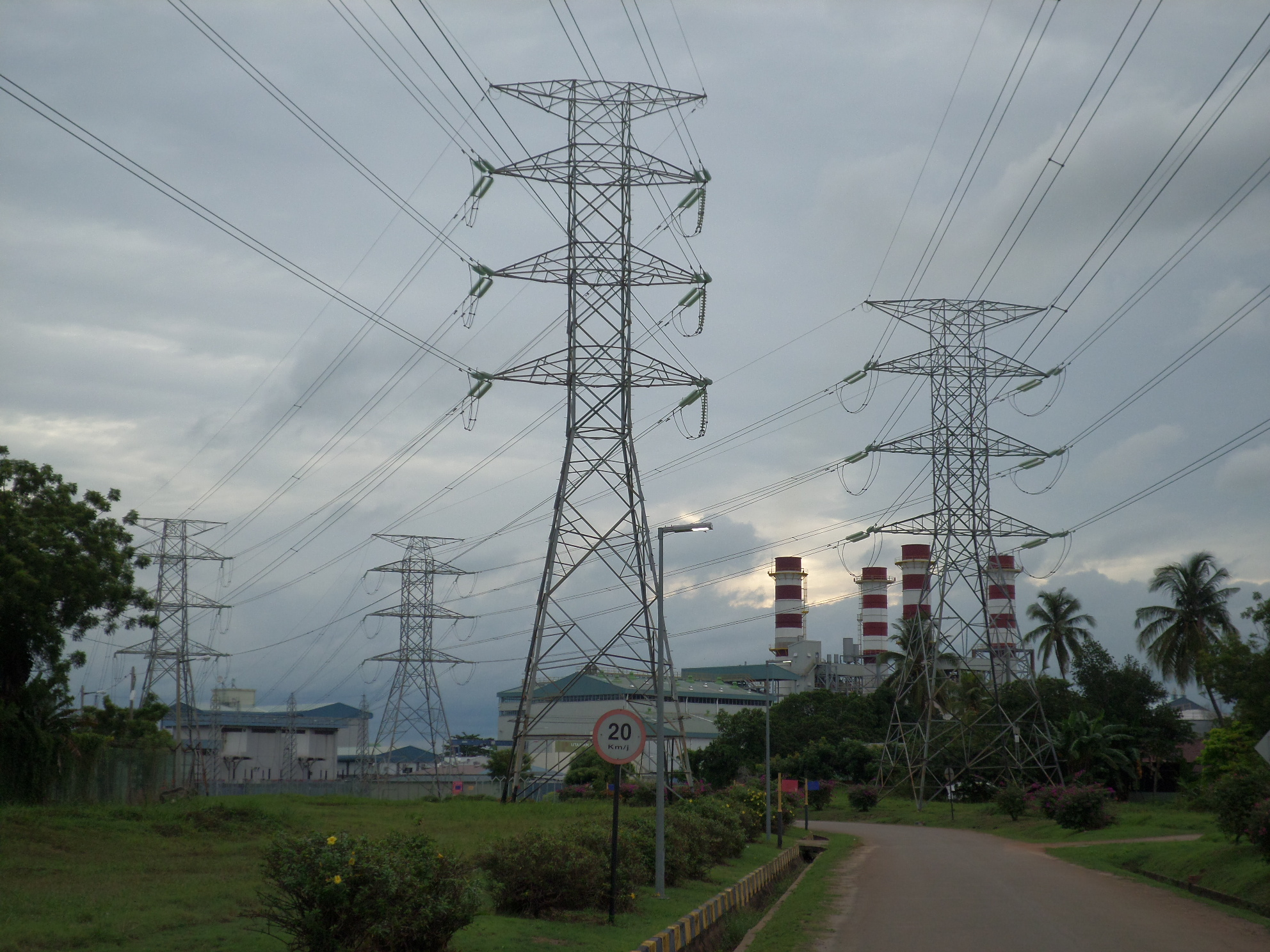
Una línea de transmisión de 132 kW en la Estación de Poder Tanjung Kling en Malacca.

La Red Nacional de Malasia (en malayo: Grid Nasional) es la red de transmisión de alto voltaje en la Malasia Peninsular. Es una empresa operada y poseída por Tenaga Nasional Berhad (TNB), como parte de su División de Transmisión. hay otras dos redes eléctricas en Sabah y Sarawak operadas por Sabah Elecgtricity SDN BhD (SESB) y Sarawak Energy Berhead (SEB) respectivamente.
El sistema se extiende por la totalidad de Malasia Peninsular, transportando electricidad al por mayor desde generadores de poder que pertenecen a TNB y a los Productores de Poder Independiente (IPPs). La red también transporta energía directamente a grandes clientes industriales, como molinos de viento hechos de acero y plantas fertilizantes.